# Ökologischer Jagdverband
Der Ökologische Jagdverband e. V. (ÖJV) ist ein deutscher Jagdverband, der sich einer an den Erkenntnissen der Ökologie orientierten Jagd verpflichtet sieht. Als gemeinnütziger, eingetragener Verein ist der ÖJV die Vereinigung von gegenwärtig zwölf Landesgruppen. Die Zahl der über die Landesgruppen im ÖJV-Bundesverband vertretenen Mitglieder beläuft sich auf circa 3.500 Mitglieder (Stand 2022).

## Geschichte

### Hintergrund

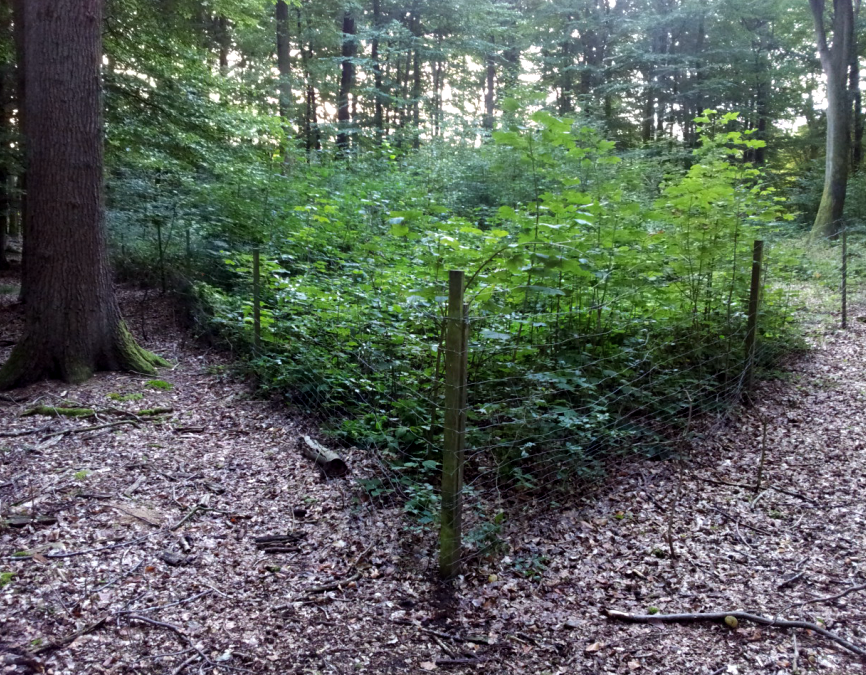
Weiserfläche zur Beurteilung des Wildeinflusses auf die Naturverjüngung – man beachte das Fehlen von Verjüngung außerhalb der Umzäunung

In seinem Film Bemerkungen über den Rothirsch zeigte Horst Stern 1971 einer breiten Öffentlichkeit erstmals die in der Forstwissenschaft lange bekannten Wildschäden in deutschen Wäldern, die hohe Bestände an Rothirsch und Reh durch Wildverbiss, Fegen und Schälen verursachen. Der davon ausgelöste Skandal brachte den Film auf die Tagesordnung der zuständigen Ausschüsse im Bayerischen Landtag und Deutschen Bundestag. Dies sowie Wortmeldungen von Vertretern des Naturschutzes und der Forstwirtschaft und die sich entwickelnde öffentliche Diskussion führten seit den 1970er Jahren zu einer verstärkten Kritik an der traditionellen Jagdpraktiken, wie der Selektion nach Trophäen und der Wildfütterung bei begehrten Wildarten sowie den dadurch mitverursachten hohen Wildbeständen.

### Ökologischer Jagdverein Bayern e.V.

Textlogo des Ökologischen Jagdvereins Bayern, in Verwendung bis Anfang der 2000er Jahre

Vor diesem Hintergrund und unter dem Eindruck mangelnder Reformbereitschaft bei den traditionellen Jagdverbänden wurde am Hubertustag des Jahres 1988 auf der Gründungsversammlung im Münchner Hofbräuhaus der Ökologische Jagdverein Bayern (ÖJV Bayern) ins Leben gerufen. In den Vorstand gewählt wurden: Richard Plochmann, Professor für Forstpolitik und Forstgeschichte, Sebastian von Rotenhan, 1989–2001 Vorsitzender der Arbeitsgemeinschaft Naturgemäße Waldwirtschaft (ANW) und Besitzer eines bekannten Musterbetriebs für naturgemäße Waldwirtschaft in Rentweinsdorf, sowie Hans Sleik, gelernter Berufsjäger und als Forstdirektor Leiter der Bayerischen Salforste in Österreich.
Weitere namhafte Gründungsmitglieder waren Georg Sperber, Förster und als Forstdirektor Leiter des Forstamts Ebrach, Ulrich Ammer, Professor für Landnutzungsplanung und Naturschutz, sowie Peter Burschel, Professor für Waldbau und Forsteinrichtung. Zur Gruppe der Mitinitiatoren zählte Walter Helemann, Hauptschriftleiter der Jagdzeitschrift „Pirsch“ von 1970 bis 1987. Bei der Gründungsversammlung sowie der anschließenden Pressekonferenz waren insgesamt rund 30 Teilnehmer zugegen, darunter auch die Mitinitiatoren Horst Stern, Wissenschaftsjournalist und Filmemacher, Hubert Weinzierl, langjähriger Vorsitzender des Bund Naturschutz in Bayern, sowie Wolfgang Schröder, Professor für Wildbiologie und Jagdkunde.
Der ÖJV Bayern vergibt seit 2010 den Wald-vor-Wild-Preis für aus seiner Sicht vorbildliche Bejagung oder besonderes Engagement dafür. Preisträger waren (bis 2024) Georg Hinterstoißer, die kommunalen Forstbetriebe Hausen, Bamberg, München und Fürth, das Juliusspital Würzburg, die Jagdgenossenschaften Lämmersdorf II, Wernsbach, Hartpenning und Hausham (Jäger Peter Lechner), der Forstbetrieb Blauwald, Revierleiter der Bayerischen Staatsforsten Forstbetriebe Frammersbach und Ebrach sowie Andreas Tyroller vom Bayerischen Bauernverband (BBV).
Der ÖJV Bayern ist eine nach § 3 des Umwelt-Rechtsbehelfsgesetzes (UmwRG) anerkannte, bayernweit tätige Naturschutzvereinigung. Diesen Vereinigungen stehen besondere Mitwirkungsrechte und Rechtsbehelfe gemäß §§ 63 und 64 des Bundesnaturschutzgesetzes (BNatSchG) zu.

### Ökologischer Jagdverband e.V. (ÖJV) – Bundesverband
Im März 1991 trafen sich Vertreter der damals existierenden vier ÖJV-Landesvereine (Bayern, Hessen, Nordrhein-Westfalen und Rheinland-Pfalz) im hessischen Bad Nauheim und beschlossen die Gründung eines gemeinsamen Dachverbandes unter dem Namen Ökologischer Jagdverband e. V. Der Sitz der Bundesgeschäftsstelle befindet sich in Herzogenaurach. Vorsitzende des ÖJV-Bundesverbandes ist, als erste Frau an der Spitze eines deutschen Jagdverbandes, seit dessen Gründung 1991 bis 2023 Elisabeth Emmert.
Mittlerweile gibt es als weitere Mitglieder des Ökologischen Jagdverband e. V. die ÖJV-Landesvereine in Baden-Württemberg, Brandenburg-Berlin, Niedersachsen-Bremen, Saarland (Ökologisch Jagen im Saarland e. V.), Sachsen, Schleswig-Holstein (bis Juli 2022 Arbeitsgemeinschaft Naturnahe Jagd Schleswig-Holstein e. V.) und Thüringen. Anfang 2024 betrug die Anzahl der Mitglieder in den Landesvereinen des ÖJV 3.930 Personen.
1996 wurde der Ökologische Jagdverband e. V. Mitglied im Deutschen Naturschutzring und löste dabei den dort bereits seit 1990 vertretenen ÖJV Bayern ab. Seit Januar 2014 ist der ÖJV-Bundesverband Mitglied in der Internationalen Alpenschutzkommission (CIPRA). Mit der 2010 gegründeten österreichischen Schwesterorganisation Ökologischer Jagdverband Österreichs besteht eine Kooperation.

### Ökologischer Jagdverein Niedersachsen-Bremen e.V. (ÖJV-NB)
Die Gründungsversammlung der „Arbeitsgemeinschaft Naturnahe Jagd in Norddeutschland e. V.“ (ANJN) fand am 24. April 1991 in Göttingen statt. Der Beitritt zum Ökologischen Jagdverband e. V. (ÖJV) erfolgte im Jahre 2002. Der ANJN wurde im Jahre 2007 umbenannt in „Ökologischer Jagdverein Niedersachsen und Bremen e. V.“ und im Jahre 2019 in „Ökologischer Jagdverein Niedersachsen-Bremen e. V.“ (ÖJV-NB).

## Grundsätze

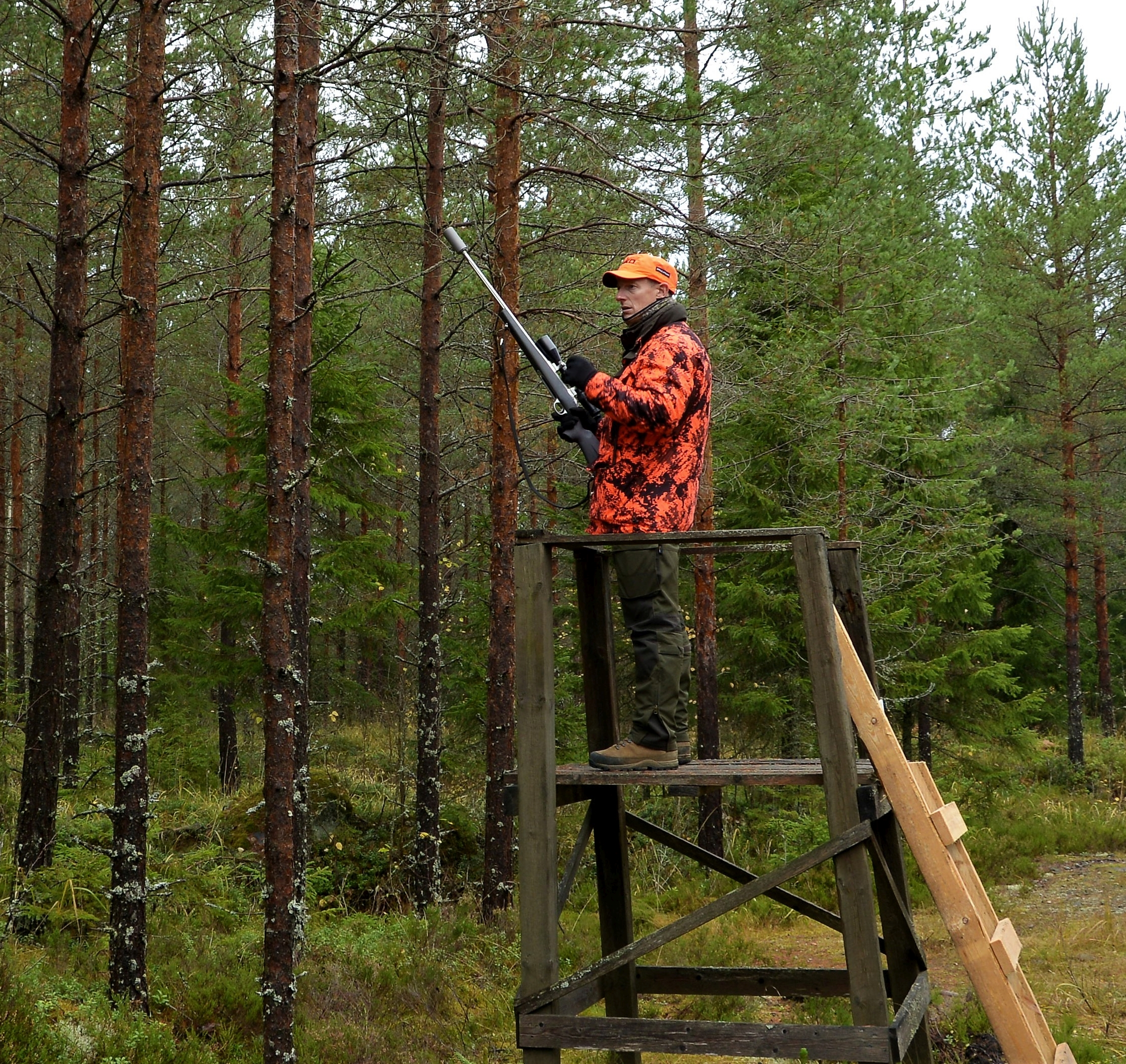
Schütze während einer Drückjagd

Der Verband bzw. dessen Landesvereine sieht die Jagd als eine legitime Form der nachhaltigen Naturnutzung an. Die Ökologie soll dabei als Wissenschaft Grundlagen für die Jagd liefern, von der Waldbau, Natur-, Arten- und Tierschutz betroffen sind. Die Jagd soll in der Kulturlandschaft ökologische und unzumutbare ökonomische Schäden verhindern und eine nachhaltige Nutzung der natürlichen Ressourcen ermöglichen. Demzufolge müsse beispielsweise das Schwarzwild wegen seiner Schäden in der Landwirtschaft reguliert werden.
Aufgrund der aktuellen Umweltprobleme, allen voran des Klimawandels und der damit einhergehenden, massenweisen Vermehrung des Borkenkäfers, steige die Bedeutung des Schutzes der Wälder. Deshalb müsse der Waldbau grundsätzlich und der Umbau der Wälder durch die Jagd unterstützt werden. Das Wachstum der Wälder werde maßgeblich durch das Schalenwild beeinflusst, da Hirsche, Rehe, Gämsen, Damwild und andere Schalenwildarten mit zunehmender Wilddichte durch Verbiss, Schälen und Fegen ihren Lebensraum schädigen oder zerstören. Die Folgen zu hoher Schalenwildbestände seien entmischte Wälder mit Tendenzen zu Monokulturen, geringere Diversität und dadurch geringerer Stabilität; damit verbunden sind zudem höhere ökonomische Kosten durch künstliche Pflanzung, kostenintensive Zäunungen oder andere Schutzmaßnahmen. Schalenwild müsse deshalb so bejagt werden, dass sich die Wälder ohne zusätzliche Schutzmaßnahmen verjüngen können, so dass der Schwerpunkt ökologischer Jagd im Aufbau naturgemäßer, gemischter Wälder liegt. Nutzung und Schutz gingen hier Hand in Hand.
Die Trophäenjagd mit den damit verbundenen trophäenorientierten Jagdzeiten und der Wildfütterung hätten zu diesen Problemen beigetragen, da das Fördern von Trophäenträgern und der Wunsch, möglichst große Trophäen zu erbeuten, zur einseitigen Förderung dieser Tiere auf Kosten des Waldes führe. Wildfütterung sei unnatürlich, da das Wild durch die lange Evolution an den winterlichen Nahrungsengpass angepasst sei. Verluste von schwachen Stücken dienten der Gesunderhaltung der Populationen. Fütterung sei oftmals kontraproduktiv, da sie die Reproduktionsrate erhöhe und damit das Wald-Wild-Problem zusätzlich anheize.
Damit habe die Jagd die ökologische Aufgabe, die natürliche Vielfalt (Diversität) zu fördern. Dabei müssten die Selbstregulationsmechanismen der Natur beachtet werden. Die Funktion der Beutegreifer im Ökosystem sei vor diesem Hintergrund zu würdigen und eine Bekämpfung nur als Konkurrenz zu menschlicher Nutzung sei zu unterlassen. Der Verband begrüßt daher die Wiedereinwanderung der Prädatoren Wolf und Luchs und begreift sie als Helfer bei der Regulation der Wildbestände.  Dort wo, wie beim Schalenwild, gravierende Schäden am Biotop entstünden, seien diese durch die Jagd zu verhindern. Der Aufbau stabiler, gemischter Wälder sei durch angepasste Schalenwildbestände zu fördern. Grundsätzlich müsse die Jagd für den Naturhaushalt unbedenklich sein und möglichst störungsarm erfolgen. Effiziente Jagdmethoden, wie z. B. Drückjagden, seien aufgrund der geringeren Beunruhigung des Wildes zu fördern.

## Vorsitzende

### ÖJV-Bundesverband
- von 1991 bis 2023: Elisabeth Emmert[6][18]
- seit September 2023 Wolfgang Kornder

### ÖJV Bayern
- 1988–1991: Richard Plochmann[8]
- 1991–1992: Ulrich Ammer[22]
- 1992–1999: Fredo Rittershofer[22]
- 1999–2024: Wolfgang Kornder[23]
- seit 2024: Uwe Köberlein[24]

### ÖJV Niedersachsen-Bremen e. V.
- 1991–1995: Martin Levin
- 1995–1999: Stephan Boschen (später Vorsitzender des ÖJV Hessen)
- 2007–2010: Gerhard Hinze
- 2010–2013: Jürgen Oppermann (vormals Vorsitzender des ÖJV-NW)
- 2013–2017: Ludwig Artmeyer
- 2017–2025: Gerhard Naujoks
- seit 2025: Jost Schonlau

## Veröffentlichungen
Zeitschrift
- Ökojagd, Magazin des Ökologischen Jagdverbandes, ISSN 1437-6415.[25]

Bücher und Broschüren, herausgegeben vom ÖJV Bayern
- 1995: Die Jagd braucht ein neues Leitbild. Zusammenfassungen zu den Nürnberger Seminaren von 1994 und 1995. 2. Auflage 2003, ISBN 3-927374-33-4 (PDF).
- 1997: Hilfe (für die) Beutegreifer. Ergebnis eines Seminars des ÖJV Bayern (1996), ISBN 3-89014-141-2.
- 1999: Waldökosystem und Schalenwild. Referate des Nürnberger Seminares 1998, ISBN 3-89014-137-4 (PDF).
- 1999: 10 Jahre ÖJV. Festschrift zum Jubiläum des ÖJV Bayern, ISBN 3-89014-138-2, (PDF).
- 2003: Schwarzwild. Referate des Nürnberger Seminares 2002, ISBN 3-89014-216-8 (PDF).
- 2004: Stationen von der Fütterung zum Verbiß. Der Wald zeigt, ob die Jagd stimmt, ISBN 3-89014-229-X (PDF).
- 2005: Jagen in urbanen Räumen – notwendig, überflüssig oder legitim? Referate der ÖJV-Bundesdelegiertenversammlung 2004, ISBN 3-89014-240-0 (PDF).
- 2006: Waldschädliche Tendenzen und reaktionäre Entwicklungen im Jagdwesen. Referate des Nürnberger Seminares 2005, ISBN 3-89014-252-4 (PDF).
- 2008: 20 Jahre ÖJV Bayern – 1988–2008. Festschrift, ISBN 3-89014-301-6 (PDF).
- 2013: Informationen zur Jagd für Waldbesitzer. Ausgabe für Bayern, 4. umfassend überarbeiteter Nachdruck, ISBN 3-89014-297-4 (PDF).
- 2014: Organisation von Bewegungsjagden auf Schalenwild, ISBN 978-3-932884-15-3 (PDF). 
 Englische Übersetzung: 2015: Organisation of Driven Hunts for Ungulates (Herausgeber: ÖJV Bayern und European Forest Institute), ISBN 978-3-8328-8421-5 (PDF).
- 2016: Muffelwild in Bayern – nur, wenn der Lebensraum passt!, ISBN 978-3-932884-23-8 (PDF).
- 2018: Ulrich Wotschikowsky: Das Gamswild, ISBN 978-3-932884-27 (PDF).
- 2020: Wald und Jagd im Klimawandel. ISBN 978-3-932884-40-5 (PDF).